# Cleisostoma equestre
Cleisostoma equestre är en orkidéart som beskrevs av Gunnar Seidenfaden. Cleisostoma equestre ingår i släktet Cleisostoma och familjen orkidéer.
Artens utbredningsområde är Vietnam. Inga underarter finns listade i Catalogue of Life.